# Palais présidentiel de la Polynésie française
Cet article traite uniquement du « Palais présidentiel de la Polynésie française » notamment en ce qui concerne son histoire et son architecture ; Pour ce qui concerne de la fonction présidentielle et l'organisation de ses services, ces sujet doivent être traités dans l'article Président de la Polynésie française.
Pour les articles homonymes, voir Présidence.
Le palais présidentiel de la Polynésie française (ou Présidence de la Polynésie française) est le bureau et résidence officielle du président de la Polynésie française. Elle est située au quartier Broche, avenue Pouvanaa-a-Oopa, à Papeete, sur l'île de Tahiti. Aménagée par Gaston Flosse, premier président du gouvernement de la Polynésie, en 1996, la présidence abrite les bureaux du gouvernement depuis 2000 et est le lieu de l'exécutif polynésien. Équivalent du Palais de l'Élysée
L'actuel occupant du Palais présidentiel de la Polynésie française est Moetai Brotherson, président de la Polynésie française, depuis le 12 mai 2023.

## Histoire
Le bâtiment a été construit dans la vallée de Sainte Amélie par l'administration coloniale entre 1885 et décembre 1890 pour servir de caserne militaire destinée à abriter notamment le régiment d'infanterie de marine du Pacifique - Polynésie. 
Il remplit cette fonction jusqu'en 1905 avant d'accueillir pendant seize ans les services de l'administration. 
En 1921, la caserne retrouve ses fonctions initiales, d'abord sous le nom de « caserne Bruat », en l'honneur de l'Amiral Armand Joseph Bruat qui fit accepter à la reine de Tahiti Pōmare IV le protectorat de la France, puis le 21 avril 1971 la caserne fut rebaptisée « caserne Broche », en l'honneur du lieutenant-colonel Félix Broche, premier chef du bataillon du Pacifique tué à Bir Hakeim en 1942,.
De la fin de la Seconde Guerre mondiale jusqu'au départ de l'armée à la suite de l'arrêt des essais nucléaires français à Muruora en 1996, les bâtiments abritèrent une caserne de gendarmerie.
Après que la caserne Broche ait été rétrocédée à la Polynésie françaises, son président Gaston Flosse lance alors la restauration et le réaménagement des bâtiments dont des travaux sont dirigés par l’architecte Pierre Lacombe. Cette restructuration dont le coût s'élèvera à 5 milliards de Francs Pacifique (soit 42 millions d'euros), s’applique à conserver les principes de l’architecture militaire coloniale du XIXe siècle tout en l’adaptant aux exigences du confort moderne. 
Les bureaux et locaux de la présidence de la Polynésie française y sont installés le 28 juin 2000. Le nom de « caserne du Lieutenant Colonel Broche » a été attribué la même année au camp militaire d'Arue, commune située à l'est de Papeete.
En 2004, élu à la présidence de la Polynésie, pour la première fois, Oscar Temaru envisagea de se dessaisir du palais afin de procéder à des économies (il installa lui-même ses bureaux à la vice-Présidence), alors que le déficit des finances de l'archipel s'alourdissait. Ainsi, il projeta, dans un premier temps, de transformer l'édifice en maternité. Puis en 2011, il annonça à la presse vouloir « mettre en location » le bâtiment tout en n'excluant pas de le « transformer en école ».
En 2013, Gaston Flosse est élu Président de la Polynésie française ; le palais présidentiel devient le bureau et résidence officielle du président de la Polynésie française à son installation à la tête du pays.
En 2014, Édouard Fritch a utilisé le palais présidentiel pendant son mandat présidentiel entre 2014 et 2023.
En 2023, Moetai Brotherson a utilisé le palais présidentiel.

## Bureau présidentiel
Le bureau présidentiel est situé au premier étage.
Le bureau du président est vaste et lumineux. Ce dernier y travaille et y reçoit tous ses visiteurs.
Le meuble du bureau est en-tou-marquisien et accompagne le président depuis plus de 30 ans.
Le Président Moetai Brotherson utilisé un autre bureau présidentiel.

## Membres du cabinet du Président
Des membres de son cabinet, du secrétariat général, de ses deux secrétaires, de ses chargés de mission et de ses collaborateurs en fonction des secteurs dont Administration. Il s'y trouve aussi plusieurs salles de réunions, notamment pour des déjeuners de travail.

## Conseil des ministres
C'est dans la salle du conseil des ministres que le président, entouré du vice-président et des ministres du gouvernement arrête les décisions qui déterminent l'avenir de la Polynésie française.
Le Conseil des ministres prend les mesures réglementaires nécessaires à l'application des délibérations votées par l'Assemblée de la Polynésie française. Tous les mercredis, l'ensemble des ministres se réunit sous la présidence du chef de l'exécutif polynésien.

## Escalier d'honneur
Le hall d'accueil du trouve toute sa noblesse dans l'escalier en colimaçon qui mène à l'étage où se trouve le bureau du président.
Réservé aux hôtes de marque, cet escalier hélicoïdal est remarquable par la finesse du travail de ferronnerie qui compose l'ensemble de la rampe.

## Grand chapiteau blanc
Derrière le palais présidentiel se trouve un grand chapiteau blanc.

## Ouverture au public
La Présidence de la Polynésie française ouvre ses portes au public les jours des fêtes[Lesquels ?][réf. nécessaire].

## Sécurité de la présidence de la Polynésie française
La sécurité du palais est assurée par service d’accueil et de sécurité de la Présidence de la Polynésie française. Il assure aussi la sécurité du président de la Polynésie française et des membres du gouvernement de la Polynésie française de manière permanente.